# L'Impossible Objet
Pour plus de détails, voir Fiche technique et Distribution.
L'Impossible Objet (Impossible Object) est un film franco-italien réalisé par John Frankenheimer et sorti en 1973.

## Synopsis
Harry, un écrivain absorbé par son travail, trompe sa femme avec Natalie. Le mari de cette dernière n'ignore rien des infidélités de sa femme. Débordé de travail, Harry est sujet à des confusions et n'arrive bientôt plus à faire la part des choses entre la fiction qui se joue dans son esprit et la réalité de sa vie quotidienne.

## Fiche technique
- Titre original : Impossible Object puis Story of a Love Story
- Titre français : L'Impossible Objet
- Titre italien : Questo impossibile oggetto
- Réalisation : John Frankenheimer
- Scénario : Nicholas Mosley, d'après son roman Impossible Object
- Photographie : Claude Renoir
- Chef décorateur : Alexandre Trauner
- Chef monteur : Albert Jurgenson
- Ingénieur du son : Antoine Petitjean
- Assistants réalisateurs : Bernard Stora et Thierry Chabert
- Directeur de production : Georges Valon
- Musique : Michel Legrand
- Chapeaux de Dominique Sanda et d'Evans Evans (en) : Jean Barthet
- Pays d'origine :  France,  Italie
- Genre : drame
- Date de sortie : 1973

## Distribution
- Alan Bates : Harry
- Dominique Sanda : Natalie
- Michel Auclair : Georges
- Evans Evans (en) : Elizabeth
- Paul Crauchet
- Lea Massari
- Henri Czarniak
- Vernon Dobtcheff
- Laurence de Monaghan : Cleo

## Production
Le tournage a lieu aux Studios Éclair d'Épinay-sur-Seine, à Paris et au Maroc.